# Marguerite de Suède
Pour l’article homonyme, voir Margaretha de Suède (née en 1934).
Marguerite de Suède (en suédois : Margaretha av Sverige och Norge), princesse de Danemark, est née le 25 juin 1899 à Djurgården (royaume de Suède et de Norvège) et est morte le 4 janvier 1977 à Rønnede (Danemark).

## Biographie

### Famille et jeunesse

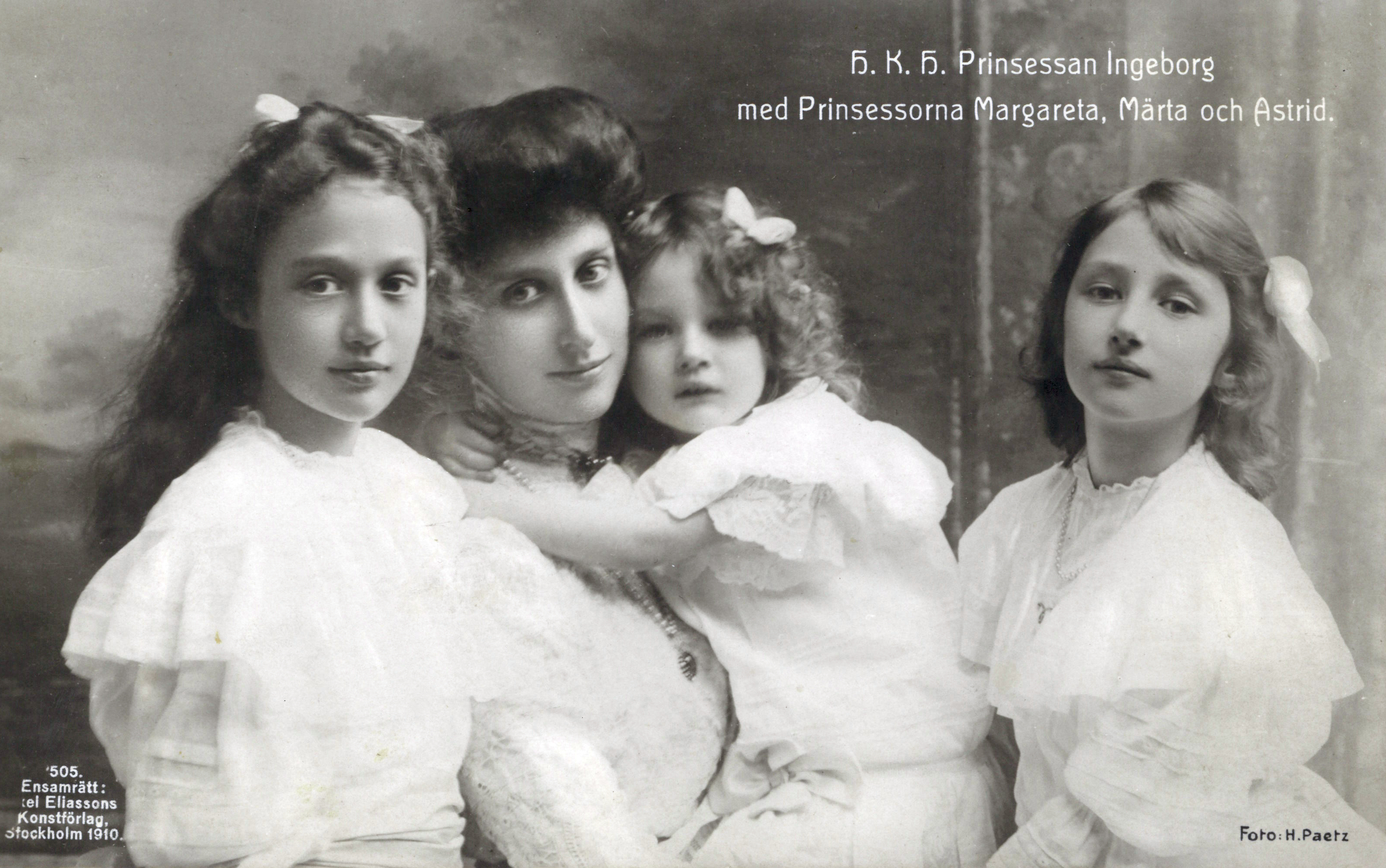
La princesse Marguerite avec sa mère et ses sœurs en 1910.

La princesse Marguerite est née le 25 juin 1899 est née à la Villa Parkudden, la résidence d'été de ses parents à Djurgården à Stockholm. Fille aînée du prince Charles de Suède et de la princesse Ingeborg de Danemark, elle est la sœur de la princesse héritière Märtha de Norvège et de la reine Astrid des Belges.
En 1916, la confirmation de Marguerite suscite une couverture médiatique enthousiaste car l'événement est perçue comme marquant le début d'une nouvelle ère pour la maison royale suédoise, qui manquait de princesses depuis longtemps.

### Mariage

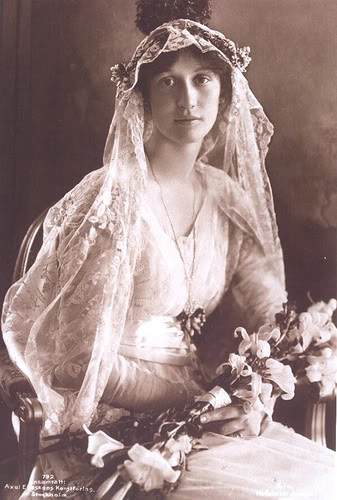
La princesse Marguerite le jour de son mariage.

Elle épouse le 22 mai 1919 à Storkyrkan le prince Axel de Danemark (12 août 1888 - 14 janvier 1964). Cette union est un mariage d’amour, et la mère de la princesse fait remarquer que le couple est tellement amoureux qu'on ne peut les laisser seuls dans une pièce. Le mariage est célébré avec de grandes festivités à Stockholm. De cette union sont issus :
- George Valdemar de Danemark (16 avril 1920 - 29 septembre 1986) épouse en 1950 Anne Bowes-Lyon (1917-1980), cousine germaine de la reine Élisabeth II, sans postérité ;
- Flemming Valdemar de Danemark (9 mars 1922 - 19 juin 2002) épouse en 1949 Ruth Nielsen (1924-2010), d'où postérité.

Marguerite s'adapte bien à sa vie au Danemark, où elle s'est souvent rendue lors de réunions familiales dans son enfance. Elle vit discrètement et se consacre à sa famille au domaine Bernstorffshøj à Gentofte. Elle évite généralement la publicité et reste en contact étroit avec ses parents à l'étranger. Elle s'intéresse aux questions sociales en Suède, et devient marraine de plusieurs organisations caritatives au Danemark. Elle est notamment la présidente de Gentofte Børnevenner.
Après la mort de sa sœur la reine des Belges Astrid en 1935, elle devient un grand soutien pour ses jeunes enfants. Après la mort de son autre sœur, la princesse héritière de Norvège Märtha en 1954, elle est également très présente pour ses enfants. Elle est la marraine des petits-enfants d'Astrid, les jumeaux Jean et Margaretha de Luxembourg, ainsi que de la fille de Märtha, la princesse Ragnhild, et de sa petite-fille, la princesse Märtha Louise de Norvège. Dans sa famille, elle est affectueusement connue sous le nom de « Tante Ta ».
Elle est l'une des principales invitées au mariage de la princesse Élisabeth et de Philip Mountbatten en 1947.
Son époux meurt en 1964. Durant son veuvage, elle retourne souvent en Suède, où elle rejoint d'autres membres de la famille royale suédoise dans des fonctions de représentation lors de cérémonies officielles, notamment la remise des prix Nobel.
Elle meurt à Kongsted, près de Fakse, au Danemark, en 1977. Elle est enterrée au palais de Bernstorff.

## Titulature, honneurs et armes

### Titulature
- 25 juin 1899 - 26 octobre 1905 : Son Altesse Royale la princesse Marguerite de Suède et de Norvège
- 26 octobre 1905 - 22 mai 1919 : Son Altesse Royale la princesse Marguerite de Suède
- 22 mai 1919 - 4 janvier 1977 : Son Altesse Royale la princesse Marguerite de Danemark

### Honneurs
- 4 septembre 1960 : dame de l'ordre de l'Éléphant
- 8 décembre 1965 : dame de l'ordre des Séraphins

### Armes

Armoiries de la princesse Marguerite de Danemark[3].
Armoiries  exposées dans l’église de Riddarholmen à Stockholm[4].

## Sources
- (en) Cet article est partiellement ou en totalité issu de l’article de Wikipédia en anglais intitulé « Princess Margaretha of Sweden » (voir la liste des auteurs).
- (da) Bo Bramsen, Huset Glücksborg : Europas svigerfader og hans efterslægt [« La maison de Glücksbourg : Le beau-père de l'Europe et sa descendance »], vol. 2, Copenhague, Forlaget Forum, 1992, 2e éd. (ISBN 87-553-3230-7 et 978-87-553-3230-0, OCLC 471920299, lire en ligne).
- (en) Anna Lerche et Marcus Mandal, A royal family : the story of Christian IX and his European descendants [« Une famille royale : l'histoire de Christian IX et de ses descendants européens »], Copenhague, Aschehougs Forlag, 2003, 2e éd. (ISBN 87-151-0955-0 et 9788715109553, OCLC 464176213, lire en ligne)